# Il pomicione
Pour plus de détails, voir Fiche technique et Distribution.
Il pomicione est une comédie italienne réalisée par Roberto Bianchi Montero et sortie en 1976.

## Synopsis
Raffaele est un relieur d'âge mûr, fatigué de la monotonie de la vie quotidienne. Il décide de changer de vie en se faisant remarquer par une belle fille et en abandonnant sa femme et son enfant.

## Fiche technique
- Titre original : Il pomicione[1]
- Réalisation : Roberto Bianchi Montero
- Scénario : Adriano Asti, Delia La Bruna
- Photographie : Luigi De Maria
- Montage : Antonio Fusco
- Musique : Alberto Baldan Bembo (it)
- Société de production : Collettivo 1
- Pays de production :  Italie
- Langue originale : italien
- Format : couleurs
- Genre : comédie
- Durée : 92 minutes
- Dates de sortie :
  - Italie : 1976 (visa délivré le 20 février 1976)

## Distribution
- Francesco Mulè : Raffaele Moscone
- Gabriella Lepori (it) : Giusy
- Venantino Venantini : Renato
- Rosalba Neri : Liliana
- Carlo Nicolano : Luca
- Angela Esposito : policière

## Production
Les prises de vue intérieures ont été filmées dans les installations du Cave Film Studio, tandis que les prises de vue extérieures ont eu lieu dans le Trentin-Haut-Adige : à Trente au château du Bon-Conseil, à Riva del Garda, à Arco et dans le défunt refuge du col de San Giovanni (it).
Certaines sources indiquent la présence de Joan Collins, y compris une biographie de celle-ci, bien qu'elle ne soit ni listée au générique ni reconnaissable dans le film.